# Czemu nie śpisz?
Czemu nie śpisz? (styl. CZEMU NIE ŚPISZ?) – singel polskiej raperki bambi, który został wydany 10 października 2024 za pomocą wytwórni Def Jam Recordings Poland za pośrednictwem Universal Music Polska. Nagranie otrzymało w Polsce status platynowej płyty 30 grudnia 2024.

## Twórcy
Opracowano na podstawie materiałów źródłowych.
- bambi – wokal, tekst
- Marco Lesche – kompozycja, produkcja
- Szymon Frąckowiak – kompozycja
- ENZU – miks, mastering
- FUJU – produkcja
- francis – produkcja, miks, mastering

## Lista utworów
- Digital download[2]

1. „CZEMU NIE ŚPISZ?” – 2:52

## Teledysk
Do utworu powstał teledysk, który udostępniono 11 października 2024 za pośrednictwem serwisu YouTube.

## Certyfikaty i sprzedaż
| Kraj          | Certyfikat      | Sprzedaż |
| ------------- | --------------- | -------- |
| Polska (ZPAV) | platynowa płyta | 50 000+  |

## Notowania

### Najwyższe pozycje na tygodniowych listach
| Kraj   | Lista                    | Pozycja |
| ------ | ------------------------ | ------- |
| Polska | OLiS – single w streamie | 4       |
| Polska | Billboard Poland Songs   | 10      |